# Велика зелена долина
«Велика зелена долина» (груз. «დიდი მწვანე ველი») — радянський художній фільм-драма 1968 року, знятий на кіностудії «Грузія-фільм».

## Сюжет
У Зеленій долині розташовувалося прекрасне пасовище. Один з пастухів Сосана був дуже прив'язаний до цих місць. Але сюди приїжджають геологи, вони починають розвідку і знаходять корисні копалини. Тепер тут буде вестися видобуток. Пастухів же, їх сім'ї і худобу переводять в інше місце, до впорядкованого села з гарною фермою. Всі задоволені переїздом, тільки Сосана не хоче переїжджати.

## У ролях
- Давид Абашидзе — Сосана, пастух(дублює Степан Бубнов)
- Ліа Капанадзе — Пірімзе (дублює Ольга Маркіна)
- Мзія Маглакелідзе — Софія (дублює Лариса Матвеєнко)
- Ілля Бакакурі — Георгій (дублює Олексій Добронравов)
- Зураб Церадзе — Іотам, син Сосани і Пірімзе (дублює Олександр Крючков)
- Гурам Гегешидзе — головний геолог
- Григорій Ткабладзе — Шалва, секретар радгоспу (дублює Іван Рижов)
- Георгій Геловані — геолог
- Зураб Капіанідзе — Александре
- Серго Сулава — епізод
- Джумбер Дзідзава — епізод
- Лері Мішвеладзе — епізод
- І. Багаєв — епізод
- Л. Багаєв — епізод
- А. Манцкава — епізод

## Знімальна група
- Режисер — Мераб Кокочашвілі
- Сценарист — Мераб Еліозішвілі
- Оператор — Георгій Герсамія
- Композитор — Нодар Мамісашвілі
- Художник — Василь Арабідзе